# 编程训练营
编程训练营（英語：Coding bootcamps）是针对計算機科學和软件开发的一种教育项目，参与项目的学员通常在几周到几个月不等的时间内完成课程、项目，以获得相关技能。这个概念起源于2011年。